# Barbara Creemers
Barbara Creemers (Maaseik, 10 mei 1981) is een voormalig Belgisch politica voor Groen.

## Levensloop
Creemers behaalde in 2003 het diploma van leerkracht secundair onderwijs aan de Katholieke Hogeschool Limburg en in 2004 een postgraduaat in de communicatie aan de XIOS Hogeschool Limburg. Ze werkte van 2006 tot 2014 als leerkracht Nederlands en geschiedenis in het katholiek onderwijs en was van 2011 tot 2016 freelance vormingswerker voor Child Focus en de Gezinsbond. Daarna was ze van 2016 tot 2019 campagnecoördinator bij de Vereniging voor Ecologisch Leven en Tuinieren (Velt).
Bij de federale verkiezingen van mei 2019 was Creemers lijsttrekker van de Limburgse Groen-lijst. Ze werd verkozen in de Kamer van volksvertegenwoordigers met 8.070 voorkeurstemmen en zetelde er tot in 2024. Creemers werd daarmee het eerste groene Kamerlid in Limburg sinds de verkiezingen van 1999.
Vanwege gezondheidsredenen ambieerde Creemers geen nieuw mandaat meer na de verkiezingen van juni 2024 en besloot ze de politiek te verlaten. Wel werd ze nog lijstduwer op de federale lijst in Limburg.
Na haar politieke loopbaan werd Creemers in 2024 consultant non-profit bij een strategisch adviesbureau rond sociaal ondernemen.